# (25869) Jacoby
(25869) Jacoby est un astéroïde de la ceinture principale appartenant au groupe de Hilda.

## Description
(25869) Jacoby présente une orbite caractérisée par un demi-grand axe de 3,97 UA, une excentricité de 0,14 et une inclinaison de 17,0° par rapport à l'écliptique.

## Compléments